# Мы уходим! (песня)
«Мы уходим!» (другое название — «Прощайте, горы!») — популярная песня в среде афганцев на стихи Игоря Морозова, музыку Александра Халилова в исполнении группы Каскад.

## Текст стихов
1-й куплет и припев песни «Мы уходим!» — на стихи поэта Игоря Морозова
«С покоренных однажды небесных вершин

По ступеням обугленным на землю сходим.

Под прицельные залпы наветов и лжи

Мы уходим, уходим, уходим, уходим.
Прощайте, горы, вам видней,

Кем были мы в краю далёком.

Пускай не судит однобоко

Нас кабинетный грамотей…..»

## История
Песня написана к выводу Советских войск из Афганистана.

Ходили достоверные слухи, что СССР из Афганистана уходит, Вы не представляете, как нам хотелось домой. От этой пыли, от картошки в трехлитровых банках, от спиртового хлеба. И вот однажды мне попалось на глаза стихотворение «Мы уходим», написанное боевым офицером Игорем Морозовым. Не сразу, с третьей попытки я положил его на музыку. Песня стала гимном.— автор музыки к песне Александр Халилов
«Мы уходим!» — в исполнении группы «Каскад» участвовала в транслируемом центральным телевидением СССР — фестивале «Когда поют солдаты» в Берлине.

Песня настолько попала в нерв времени, что председатель жюри Александра Пахмутова без колебаний присудила «Каскаду», который выступал вне конкурса, первое место.— История группы «Каскад»